# Адель Ажосун
Адель Ажосун (англ. Adele Ajosun) — Оба (король) Лагоса с 1811 по 1821 год и с 1835 по 1837 год.

## Первое правление
Адель был провозглашён Обой примерно через 5 лет после смерти его отца, Ологуна Кутере. Некоторые письменные и устные источники отмечают, что Ологун хотел, чтобы Адель стал королём вследствие его верности отцу. Историк Джон Б. Лоси писал, что Адель заботился о собственности Ологуна Кутере, в то время как Ричард и Джон Ландеры отмечают его механические способности.
Во время правления Адели в Лагосе стал распространяться ислам. Популярность короля среди лагосян снизилась, потому что его дети участвовали в маскараде Эгун, который по исламской трактовке считался неприличным.

## Переворот Осинлокуна
Около 1820 или 1821 года, как это было до 1852 года, когда Лагос пользовался большой автономностью от Бенина, Адель собирался сопровождать останки Ологуна Кутере в Бенин для захоронения, однако Осинлокун и его сторонники препятствовали этому. Осинлокун узурпировал трон, пока Адель был в отъезде, и заочно изгнал уже бывшего короля в Бадагри, где он ста главой города. В 1825 году, находясь в Бадагри, Адель заручился поддержкой Королевского флота, чтобы вернуть трон, но его усилия были тщетными.
Брак с мадам Тинубу
В 1833 году, во время посещения Абеокуты в качестве изгнанного Обы Адель женился на мадам Эфунрой Тинубу. Они переехали в Бадагри, который традиционно являлся убежищем для монархов Лагоса и где Тинубу использовал связи Адели, чтобы создать внушительный бизнес — торговать табаком, солью и рабами.

## Второе правление
Осинлокун умер в 1829 году, и ему наследовал его сын Идеву Оюлари.
После того, как лагосянцы в 1835 году через Обу Бенина вынудили Оюлари совершить ритуальное самоубийство. Его брат Косоко должен был стать королем, но из-за заключения брака с дочерью Элету Одибо (королевского советника), он потерял права. В результате Адель (дядя Косоко и Идевую) был приглашён из Бадагри стать Обой.
Адель умер в 1837 году, его наследником стал старший сын Олуволе.